# Pentostatin
Pentostatin (hoặc deoxycoformycin, tên thương mại Nipent, được sản xuất bởi SuperGen) là một loại thuốc hóa trị liệu chống ung thư.

## Cơ chế
Nó được phân loại là một chất tương tự purine, là một loại chất chống dị ứng.
Nó bắt chước nucleoside adenosine và do đó ức chế enzyme adenosine deaminase, cản trở khả năng xử lý DNA của tế bào.
Các tế bào ung thư thường phân chia thường xuyên hơn các tế bào khỏe mạnh; DNA liên quan nhiều đến sự phân chia tế bào (nguyên phân) và các loại thuốc nhắm vào các quá trình liên quan đến DNA do đó độc hại hơn đối với các tế bào ung thư so với các tế bào khỏe mạnh.

## Công dụng
Pentostatin được sử dụng để điều trị bệnh bạch cầu tế bào lông. Nó được tiêm truyền tĩnh mạch hai tuần một lần trong ba đến sáu tháng.
Ngoài ra, pentostatin đã được sử dụng để điều trị bệnh ghép so với vật chủ cấp tính và mạn tính kháng steroid.
Pentostatin cũng được sử dụng ở những bệnh nhân bạch cầu lympho bào mạn tính (CLL) đã tái phát.